# Жупаније Румуније
Република Румунија има укупно 41 жупанију (рум. județe), које заједно са Општином Букурешт, чине званичне административне јединице државе. Жупаније представљају НСТЈ-3 (Номенклатура статистичких територијалних јединица — Ниво 3) статистичке јединице унутар Европске уније и свака од њих служи као мјесни ниво власти унутар својих граница. Већина жупанија је именована по великим ријекама, док су неке именоване по значајнијим градовима унутар жупаније, као што је сједиште жупаније.
Најранија организација у жупаније кнежевина Влашке (județe) и Молдавије (ținuturi) датира најдаље из касног 14. вијека. Од образовања савремене румунске државе 1859, већи дио времена систем административне подјеле био је сличан француским департманима. Систем се од тада мијењао неколико пута и број жупанија је варирао током времена, од 71 жупаније прије Другог свјетског рата до само 39 послије 1968. године. Тренутни формат је углавном на снази од 1968, јер су од тада направљене само мање промјене, од којих је посљедња била 1997. године.
Према подацима пописа којег је спровео Национални институт за статистику 2021, просјечан број становника у 41 жупанији био је око 423.000, при чему је Жупанија Јаши била најнасељенија (760.000), а Жупанија Тулча са најмање становника (193.000). Просјечна површина жупанија је 5809 км², при чему је Жупанија Тимиш (8697 км²) највећа, а Жупанија Илфов (1583 км²) најмања. Општина Букурешт, која има исти административни ниво као и жупаније, најнасељенија је и много мања од било које жупаније, са 1.716.983 становника и површином од 228 км².

## Списак жупанија
| Грб                          | Назив           | Румунски назив | Код | Седиште               | Становништво (2021) | Површина (km²) | Локација |
| ---------------------------- | --------------- | -------------- | --- | --------------------- | ------------------- | -------------- | -------- |
| Грб жупаније Алба            | Алба            |                | AB  | Алба Јулија           | 325.941             | 6.242          |          |
| Грб жупаније Арад            | Арад            |                | AR  | Арад                  | 410.143             | 7.754          |          |
| Грб жупаније Арђеш           | Арђеш           |                | AG  | Питешти               | 569.932             | 6.862          |          |
| Грб жупаније Бакау           | Бакау           |                | BC  | Бакау                 | 601.387             | 6.621          |          |
| Грб жупаније Бихор           | Бихор           |                | BH  | Орадеа                | 551.297             | 7.544          |          |
| Грб жупаније Бистрица-Насауд | Бистрица-Насауд |                | BN  | Бистрица              | 295.988             | 5.355          |          |
| Грб жупаније Ботошани        | Ботошани        |                | BT  | Ботошани              | 392.821             | 4.986          |          |
| Грб жупаније Брашов          | Брашов          |                | BV  | Брашов                | 546.615             | 5.363          |          |
| Грб жупаније Браила          | Браила          |                | BR  | Браила                | 281.452             | 4.766          |          |
| Грб жупаније Бузау           | Бузау           |                | BZ  | Бузау                 | 404.979             | 6.103          |          |
| Грб жупаније Васлуј          | Васлуј          |                | VS  | Васлуј                | 374.700             | 5.318          |          |
| Грб жупаније Валча           | Валча           |                | VL  | Рамнику Валча         | 341.861             | 5.765          |          |
| Грб жупаније Вранча          | Вранча          |                | VN  | Фокшани               | 335.312             | 4.857          |          |
| Грб жупаније Галац           | Галац           |                | GL  | Галац                 | 496.892             | 4.466          |          |
| Грб жупаније Горж            | Горж            |                | GJ  | Тaргу Жиjу            | 314.685             | 5.602          |          |
| Грб жупаније Дамбровица      | Дамбовица       |                | DB  | Трговиште             | 479.404             | 4.054          |          |
| Грб жупаније Долж            | Долж            |                | DJ  | Крајова               | 599.442             | 7.414          |          |
| Грб жупаније Ђурђу           | Ђурђу           |                | GR  | Ђурђу                 | 262.066             | 3.526          |          |
| Грб жупаније Јаломица        | Јаломица        |                | IL  | Слобозија             | 250.816             | 4.453          |          |
| Грб жупаније Јаши            | Јаши            |                | IS  | Јаши                  | 760.774             | 5.476          |          |
| Грб жупаније Илфов           | Илфов           |                | IF  | Буфтеа                | 542.704             | 1.583          |          |
| Грб жупаније Калараши        | Калараши        |                | CL  | Калараши              | 283.458             | 5.088          |          |
| Грб жупаније Караш-Северин   | Караш-Северин   |                | CS  | Решица                | 246.588             | 8.514          |          |
| Грб жупаније Клуж            | Клуж            |                | CJ  | Клуж-Напока           | 679.141             | 6.674          |          |
| Грб жупаније Констанца       | Констанца       |                | CT  | Констанца             | 655.997             | 7.071          |          |
| Грб жупаније Ковасна         | Ковасна         |                | CV  | Свети Ђорђе           | 200.042             | 3.710          |          |
| Грб жупаније Марамуреш       | Марамуреш       |                | MM  | Баја Маре             | 452.475             | 6.304          |          |
| Грб жупаније Мехединци       | Мехединци       |                | MH  | Дробета-Турну Северин | 234.339             | 4.933          |          |
| Грб жупаније Муреш           | Муреш           |                | MS  | Тргу Муреш            | 518.193             | 6.714          |          |
| Грб жупаније Њамц            | Њамц            |                | NT  | Пјатра Њамц           | 454.203             | 5.896          |          |
| Грб жупаније Олт             | Олт             |                | OT  | Слатина               | 383.280             | 5.498          |          |
| Грб жупаније Прахова         | Прахова         | Prahova        | PH  | Плоешти               | 695.119             | 4.716          |          |
| Грб жупаније Сату Маре       | Сату Маре       |                | SM  | Сату Маре             | 330.668             | 4.418          |          |
| Грб жупаније Салаж           | Салаж           |                | SJ  | Залау                 | 212.224             | 3.864          |          |
| Грб жупаније Сибињ           | Сибињ           |                | SB  | Сибињ                 | 388.326             | 5.432          |          |
| Грб жупаније Сучава          | Сучава          | Suceava        | SV  | Сучава                | 642.551             | 8.553          |          |
| Грб жупаније Телеорман       | Телеорман       |                | TR  | Александрија          | 323.544             | 5.790          |          |
| Грб жупаније Тимиш           | Тимиш           |                | TM  | Темишвар              | 650.533             | 8.697          |          |
| Грб жупаније Тулча           | Тулча           |                | TL  | Тулча                 | 193.355             | 8.499          |          |
| Грб жупаније Харгита         | Харгита         |                | HR  | Мијеркуреја Чук       | 291.950             | 6.639          |          |
| Грб жупаније Хунедоара       | Хунедоара       |                | HD  | Дева                  | 361.657             | 7.063          |          |
| Грб града Букурешта          | Букурешт        |                | B   | Букурешт              | 1.716.961           | 228            |          |

1. ↑  Град Букурешт није жупанија, али има административни статус равноправан жупанији.